# IGP Castelló (vi)
IGP Castelló és una indicació geogràfica protegida, utilitzada per a designar els vins de la terra elaborats amb raïm produït en tres comarques vitivinícoles situades en l'interior de la mateixa província (Alt Palància-Alt Millars, Sant Mateu i Useres-Vilafamés).
A finals del 2003 la Conselleria d'Agricultura, Pesca i Alimentació va iniciar la reglamentació d'aquesta IGP.
Durant el 2024 s'ha aprovat un nou plec de condicions d'elaboració en la IGP per tal de que la zona vitivinícola avanci cap a la Denominació d'origen.

## Història
Abans de la plaga de la fil·loxera, a la província de Castelló s'elaborava vi bàsicament emprant les varietats de Murviedro i Carlon. Un cop arriba la fil·loxera el 1902 la viticultura de la regió desapareix pràcticament i només resisteix el cultiu de varietats híbrides. Després que al 1971 es prohibeixi la venda de raïm i vi produït a partir de varietats híbrides  la vitivinicultura a Castelló queda com a acte residual fins a finals del segle xx.

## Geografia
La IGP comprenia 235 hectàrees dividides entre quinze cellers-embotelladors que van produir 1.607 hectolitres de vi.
Clima: La zona compresa en la IGP Castelló es troba en un context de clima mediterrani. Els mesos més càlids de l'any son agost i juliol on s'assoleixen màximes superiors als 30 oC i els més freds son desembre- febrer on es poden assolir fàcilment temperatures per sota dels 0oC. La pluviometria mitjana anual es troba al voltant dels 540 l/m2.
Sòl: La viticultura en la IGP Castelló es concentra en espais de planura on predomina el sòl calcari.

## Varietats autoritzades
- Negres: Boval, Cabernet Sauvignon, Garnatxa negra o Gironet, Garnatxa tintorera o Tintorera, Merlot, Monastrell, Pinot Noir, Ull de llebre, Bonicaire o Embolicaire, Syrah, Cabernet Franc, Malbec, Carinyena, Forcallat negre, Graciano, Mencía, Petit Verdot.
- Blanques: Chardonnay, Subirat, Merseguera, Exquitsagos o Verdosilla, Moscatell d’Alexandria, Pedro Ximénes, Planta fina de Pedralba o Planta Angort, Macabeu, Forcallat blanc, Planta nova o Tardana, Sauvignon blanc, Tortosí, Verdil, Gewürztraminer, Moscatell de gra menut, Verdejo, Viognier, Riesling, Sémillon.

Vinificació: Sota la marca IGP Castelló es poden elaborar vins negres i blancs, espumosos, d'agulla i vins elaborats a partir de raïm sobremadurat.